# Paamiut

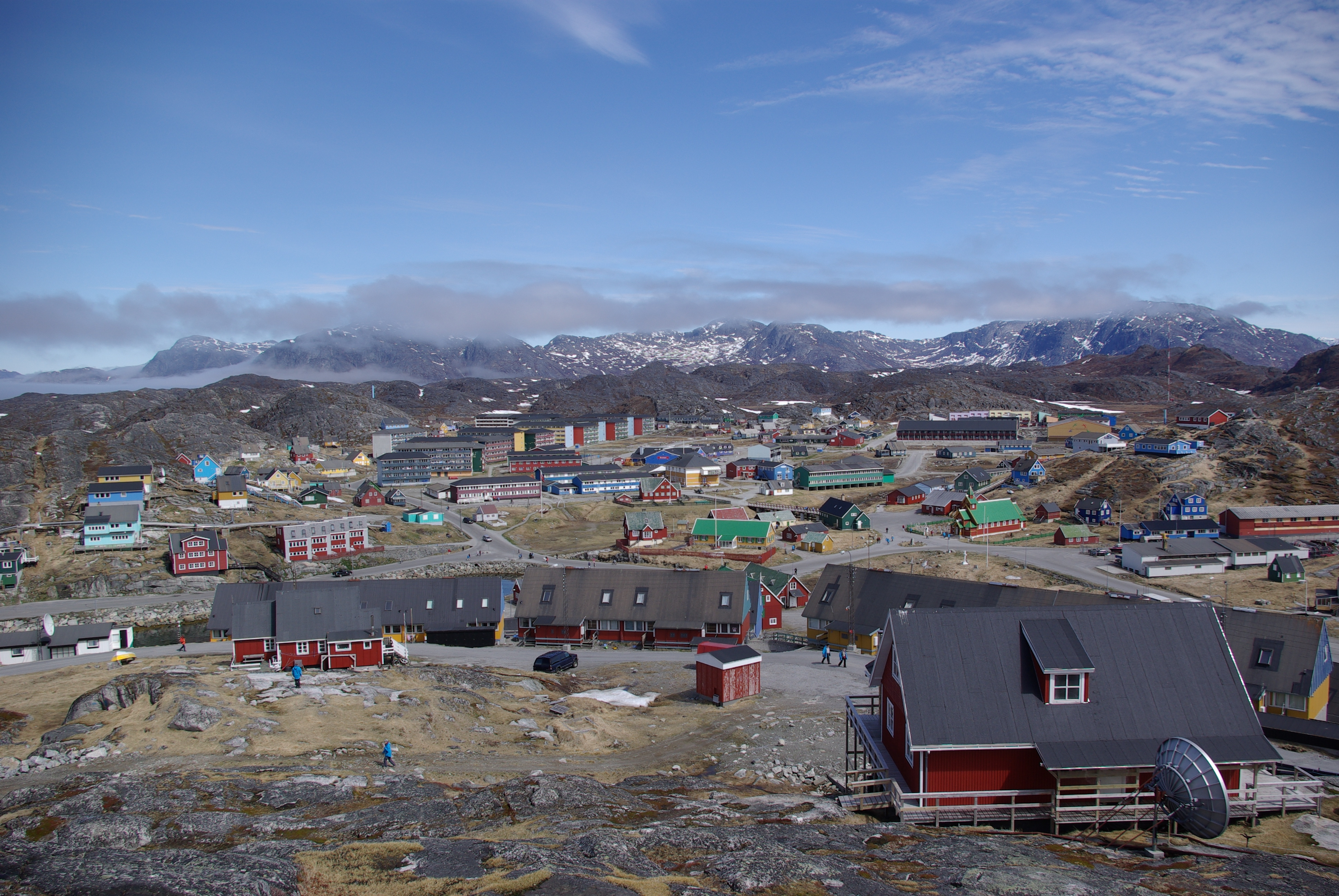
Paamiut i Grönland. Man kan se centrum. Till höger finns bykyrkan, i mitten är byns torg. Till vänster finns bostadshus från 1960-talet. Det gröna huset med det gråa taket, till vänster om kyrkan, är rådhuset.

Paamiut (danska: Frederikshåb), är en stad i området Västra Grönland på Grönland som fram till 1 januari 2009 var en egen kommun. Efter en stor kommunreform i Grönland ingår Paamiut nu i Sermersooq kommun (på grönländska: Kommuneqarfik Sermersooq). Paamiut ligger vid mynningen av fjorden Kuannersooq, och det framgår också av stadens namn som på grönländska betyder "de som bor vid mynningen". Staden hade 1 januari 2016 cirka 1 527 invånare. Till den före detta kommunen hörde även byn Arsuk. Även denna ingår nu i Sermersooq.
Havet vid Paamiut är isfritt under hela året eftersom en gren av Golfströmmen passerar förbi här. Invånarna i Paamiut och bygden Arsuk arbetar främst som fiskare och jägare. Isbergen från Grönlands ostkust som följer strömmarna upp längs västkusten på hösten är ofta rika på säl.

## Historia

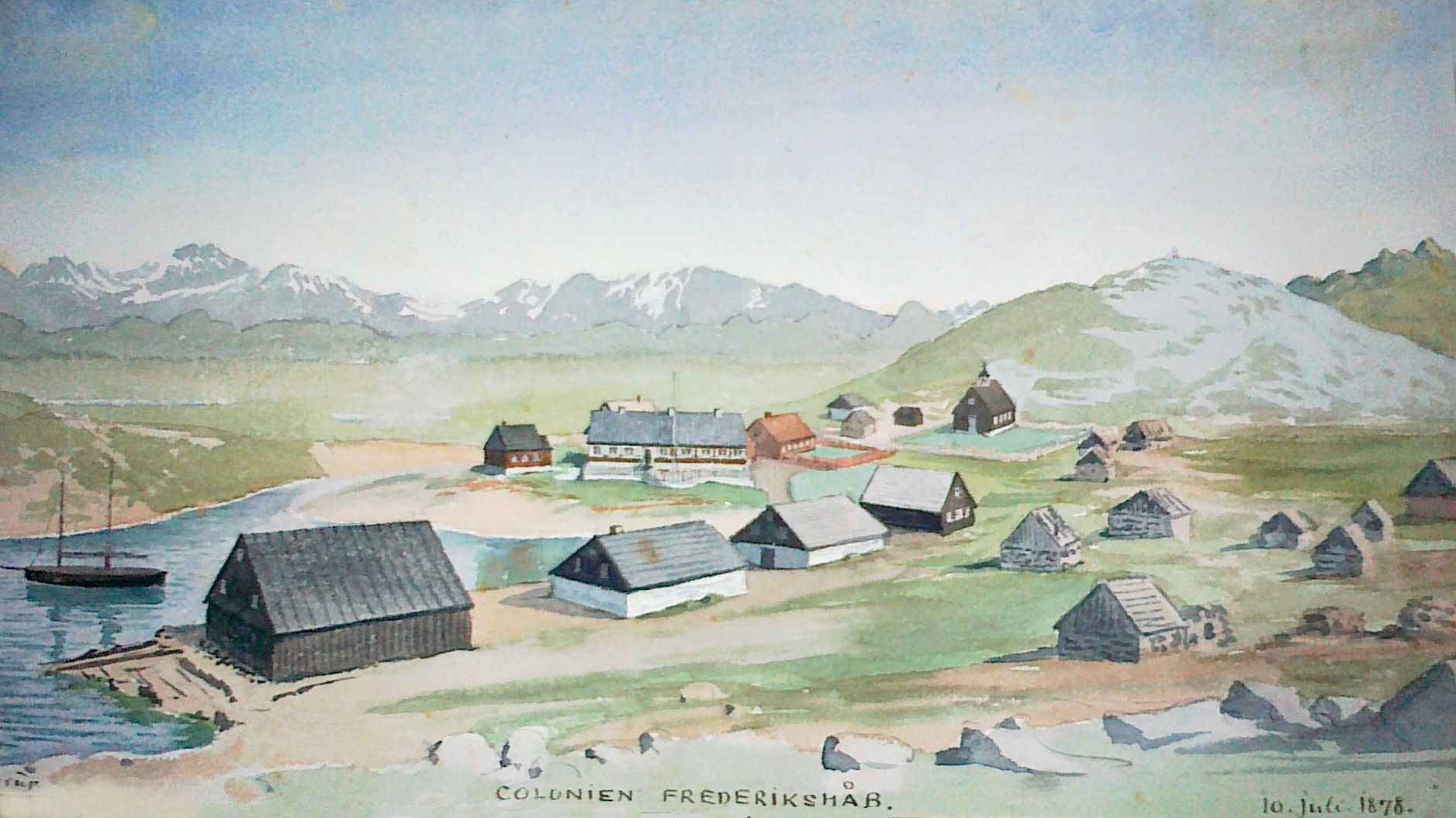
Paamiut (Frederikshåb), 1878

Området kring Paamiut har varit bebott sedan 1500 f.Kr. Handelsstationen Frederikshaab grundades år 1742 av Jacob Severin och uppkallades efter danska kronprinsen, senare kungen Frederik V.
Samhället försörjde sig på handel med skinn och valprodukter och blev känt för figurer i täljsten. Stadens kyrka från år 1909 är av trä och byggd i norsk stil. Torskfångst och fiskindustri var viktigt från 1950-talet till 1989 när bolaget gick konkurs.
Danska kronprinsen med familj besökte Paamuit på en officiell resa till Grönland, sommaren 2014.